# Konvertovaná britská rodina ukrývá křesťanského misionáře před pronásledováním druidů
Konvertovaná britská rodina ukrývá křesťanského misionáře před pronásledováním druidů (A Converted British Family Sheltering a Christian Missionary from the Persecution of the Druids je obraz Williama Holmana Hunta, který byl vystaven na Royal Academy v roce 1850 a nyní je v Ashmoleově muzeu v Oxfordu. Byl vystaven společně s obrazem Johna Everetta Millaise nazvaným Kristus v domě svých rodičů. Oba umělci se snažili popsat podobné epizody z velmi rané křesťanské historie a zobrazovat rodiny pomáhající zraněnému jedinci. Oba také zdůraznili primitivismus scény.

## Popis obrazu
Huntův obraz zachycuje rodinu starodávných Britů, kteří obývají chatrč u řeky. Mají u sebe misionáře, který se skrývá před davem pohanských britských Keltů. Na pozadí vlevo je zobrazen Druid ukazující na jiného misionáře, kterého právě chytil dav.
V pozadí za chatrčí je vidět kamenný kruh, který divák vidí pouze mezerami v zadní části chýše. Kontrast mezi křesťanskými a druidskými symboly vyjadřuje červený kříž, namalovaný na kameni stojícím za misionářem.
Přítomností druida malíř lokalizuje scénu do období před římským dobytím Británie v polovině 1. století, což z misionářů dělá opravdu velmi rané hlasatele křesťanství. Jeho roucho ovšem připomíná oděv, který by podle představ dokonce i dobře informované viktoriánské společnosti tehdejší misionáři nosili, což naznačuje období mnohem pozdější.

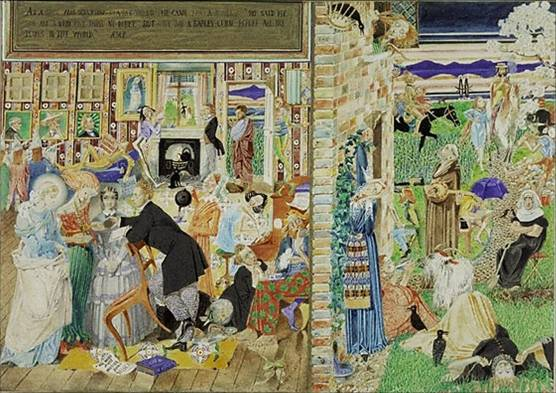
The Choice of Paris: An Idyll, Florence Ann Claxton, 1860, akvarel karikující díla prerafaelitů. Kompozice je zjevným odkazem na obraz W. H. Hunta

## Vnímání obrazu
Huntův obraz byl méně kontroverzní než Millaisův obraz Kristus v domě svých rodičů. Přesto byl Hunt byl silně kritizován za podivnou kompozici a nepřirozené pózy postav. V roce 1860 namalovala Florence Ann Claxton karikaturu tohoto obrazu nazvanou The Choice of Paris: An Idyll (1860) jako satiru na prerafaelity. Obraz parodoval nejen kompozici Huntova obrazu ale i další díla prerafaelitských umělců z předchozích let.
Sám William Holman Hunt přesto věřil, že je to jedno z jeho nejlepších děl. V roce 1872, když o obraze hovořil jako o „the Early Xtians“, napsal v dopise Edwardu Learovi: „někdy, když se podívám na rané Xtians, cítím se poněkud zahanbený, že jsem v dalších letech nepokročil, ale pravdou je, že dvacet let zdraví, nadšení a nepotrestané důvěra v sebe sama člověka velmi spoutává.